# Qasida
„Qasida” (in arabă قصؾدة) este cuvântul ce desemnează cea mai apreciată și antică formă poetică arabă de scriere a poeziei și este adesea tradus în română prin “odă”. 
Cu trecerea vremii și odată cu expansiunea teritorială arabă (sau expansiunea musulmană), acest cuvânt a fost împrumutat și de celelalte culturi.
Structura
O odă de tip qasida, reprezintă prin excelentă, un poem alcătuit din versuri (în arabă بيت cu pluralul ابيات) cu o structură complexă și completă din punct de vedere al tematicii.
Aceasta nu este de întindere foarte mare, este caracterizată de prezența monorimei, și anume păstrarea rimei de la începutul până la sfârșitul poeziei, pe lângă menținerea și repetarea acelorași elemente în fiecare vers. 
Din aceste motive, dimensiunile qasidei sunt unule restrânse, cu un număr limitat de versuri.
O odă de tip qasida se dezvoltă pe două “emistihuri” (în arabă مصراع ) delimitate de o pauză sau “cezură", poziționată exclusiv central în cadrul versului, cu scopul de a-l împărți în două porțiuni egale (în arabă, primul emistih poartă numele de صدر în timp ce al doilea este denumit عجز).
În ceea ce privește structura internă a fiecărui vers, aceasta ține cont de succesiunea regulară a silabelor lungi și scurte, ce se împart în picioare metrice (în arabă تفعيل ). De asemenea, în cadrul primului vers (în arabă مطلع) este prezentă o rimă internă.
O qasida poate fi identificată, de regulă, prin amintirea primului vers, deoarece aceasta nu are un titlu stabilit.
Teme abordate
În cadrul unei qaside pot apărea mai multe tematici poetice, ce tind să se repete de la o scriere la alta. 
Există o convenție prin care se propune o structură tripartită în cadrul unei scrieri de acest gen, conform căreia prima tematică abordată ar fi cea amoroasă (în arabă اغزل): “Poemul începea de obicei cu evocarea locului în care se aflase cîndva poetul, care putea prilejui și evocarea iubirii sale pierdute; tonul nu era erotic, ci mai curînd o invocare a faptului că viața este trecătoare”. 
Această parte era urmată de una descriptivă (în arabă وصف): “După aceasta, putea urma o călătorie pe cămila, ocazie cu care poetul vorbește despre cămilă, peisaj și vînat și, implicit, despre felul în care își recîștigă puterea și încrederea de sine în urma confruntării cu forțele naturii.”. 
Poemul se termină, adesea, cu o laudă la adresa poetului.
Călătoria interminabilă, pe care poetul o parcurge însoțit de tovarășii lui în scopul căutării iubitei pierdute pe care nu reușește s-o întălnească vreodată, reprezintă motivul suferinței nesfârșite a poetului.  
Plecând de la această premiză, este important de menționat faptul că în cadrul textului pot apărea personaje, printre care tovarășii poetului dar și figura unui dojenitor (în arabă عاذل). 
Elementele enumerate în cadrul scurtei descrieri ce succedă partea introductivă, fac trimitere la detalii despre animalul de călărie, la peisaje ale naturii sau chiar la limbajul păstoral, și au scopul de a oferi o notă de autenticitate textului și de a convinge cititorul de cele relatate. 
De asemenea, poate fi atins subiectul familiei, al relațiilor dintre triburi, ba chiar pot fi conturate descrieri pozitive în cadrul unui elogiu la adresa cuiva sau descrieri caracterizate de termeni defavorabili la adresa unor persoane rivale. 
Nelipsit din unele poeme de tip qasida, este și elogiul de sine.
Istorie
Deși la vremea aceea nu exista încă un termen pentru “literatură”, poetul (în arabă شاعر) a fost considerat încă din preislam, creatorul prin excelentă în plan literar. 
Poetul avea rolul de a exemplifica etica și valorile din cadrul societății tribale, ajungând astfel, să fie exponent al propiei comunități.
Poeții se manifestau în târguri sau piețe, locuri care au reprezentat din totdeauna, în lumea arabă, și un prilej de întrunire. Aici, în fața comunității, poeții relatau întâmplări din cadrul diverselor triburi, prezentau relațiile și rivalitățile dintre acestea, arbitrau sau participau la concursuri de poezie. 
Fiind favorizată față de alte scrieri literare, din pricina muzicalității și a ritmului care o caracterizau, poezia începe să se propage în mod natural: “Poezia lor s-a dezvoltat probabil pornind de la limba ritmată, rimată și elevată folosită în incantații și vrăji, dar ceea ce ne-a parvenit nu este în nici un caz o formă primitivă: este produsul unei tradiții acumulate în timp, în care un anumit rol l-au avut nu numai adunările tribale și orașele-tîrguri, ci și curțile dinastiilor tribale arabe de la marginea marilor imperii... ”
Poezia este creată în mod unitar, pe baza unor convenții foarte bine definite, iar textele încep să se împartă, la acea vreme, între creații de tip qasida și qitʿat (in araba قطعة) sau fragmente de text, comparativ mai scurte și cu o structură internă deloc complexă.
Ca orice text antic, qasida este transmisă oral, fapt ce a generat numeroase discuții în vederea autenticității scrierilor ce au aparut mult mai târziu pe baza acestui tip de povestire.  
Limba folosită pentru poemele de tip qasida, este una ce poartă numele de koine, folosită pentru comunicarea între triburi, deoarece se suprapunea diferitelor dialecte vorbite de membrii acestora: “Se pare că membrii triburilor de păstori aveau un sentiment tot mai puternic al identității culturale, manifestat prin apariția unei limbi poetice comune, cristalizată din dialectele arabei. Era o limbă cizelată, rafinată sub aspectul gramaticii și al lexicului; ea a evoluat treptat, poate prin dezvoltarea unui anumit dialect sau poate prin contopirea mai multora. Era folosită de poeții din diferite grupuri tribale sau din orașe situate în oaze”.
1. ↑  Hourani, Albert. Istoria Popoarelor Arabe. Polirom. p. 32.
2. ↑  Hourani, Albert. Istoria Popoarelor Arabe. Polirom. p. 32.
3. ↑  Hourani, Albert. Istoria Popoarelor Arabe (ed. 2015). Polirom. p. 31.
4. ↑  Hourani, Albert. Istoria Popoarelor Arabe (ed. 2015). Polirom. p. 31.